# Union Clodiense Chioggia Football Club
La Union Clodiense Chioggia Football Club S.r.l. es un club de fútbol de Italia, con sede en Chioggia, en la región del Véneto. Fue fundado en 1971, y compite en la Serie D, cuarta categoría del fútbol italiano.
Desde 2019 lleva el legado histórico de la Chioggia Sottomarina, empresa que había cerrado el ejercicio deportivo ocho años antes. El nombre Unión CS, todavía muy utilizado por los aficionados, deriva de Unión Clodia Sottomarina, nombre que dicho club poseyó desde 1971, año de su fundación, hasta 1989.

## Historia

### Fútbol en Chioggia antes de 1971
El club fue fundado en 1971 a partir de la fusión de los dos equipos de la ciudad de Chioggia: Los blanquiazules de Clodia de los hermanos Bruno y Dino Sartore, y los verdinegros de Sottomarina, de la aldea del mismo nombre.
Clodia nació en 1920 y tras la Segunda Guerra Mundial disputó, entre otros, un campeonato de Serie C, tres campeonatos de Serie IV y tres campeonatos de Serie D; en sus filas también jugaron Aldo y Dino Ballarin, integrantes del Grande Torino que fallecieron trágicamente en el desastre de Superga. Mucho más reciente es la historia US Sottomarina, que se formó en 1959 pero experimentó un rápido ascenso a fines de la década de 1960, ganando primero el ascenso a la Serie D y al año siguiente a la Serie C.
Luego se jugarán tres campeonatos de la Serie C, el último de los cuales terminó con el descenso.

### Unión C.S. (1971-2011)
En 1971, con ambos equipos en la Serie D, se decide fusionarlos, dando vida al FBC Unión Clodia Sottomarina. El nuevo club adoptó los colores granates en memoria del Grande Torino y de los hermanos Ballarin (nacidos en Chioggia), que formaron parte del mismo. El artífice de este reinicio desde los aficionados fue Teofilo Sanson, un apasionado del fútbol y empresario en el campo de los helados, que con la ayuda de Franco Dal Cin logró traer de vuelta la Serie C a Chioggia. Posteriormente Sanson se trasladó a Udine y, sin él, el declive de la granate fue rápido. Con un doble descenso en los campeonatos 1976-77 y 1977-78, los granates se encontraron en las categorías regionales.
Solo bajo la presidencia de Franco De Paolis lograron recuperarse, regresando en 1985 para competir en el Campeonato Interregional. En 1989 la empresa cambió su nombre a S.S.C. Chioggia Sottomarina; los 90 ven volver a las granates a las categorías inferiores hasta bajar a Primera Categoría. El ascenso comenzó en 1995, con la nueva denominación A.C. Chioggia Sottomarina, cuando en el lapso de cuatro años los granates ganan tres campeonatos. Para recordar la temporada 1996-97 en la que, además de ganar el torneo de Promoción, también consiguen despuntar en la fase regional de la Copa Italiana Amateur, 2-1 en Bassano Virtus en un Appiani Stadium colmado con 4.500 espectadores, siendo luego eliminado en cuartos de final por el Gubbio (1-0, 2-4). Un ascenso gracias al presidente Gianni Pagan y que ve como las granates vuelven definitivamente a la Serie D.
Tras algunos campeonatos de media tabla, en la 2006-2007 conquistó un tercer puesto que le permitió acceder a los play-offs, donde fue eliminado por Carpi (1-2). Al año siguiente, mejoró su resultado al hacerse con el segundo puesto y llegar también a la final de la fase de grupos, tras eliminar a la Unión Deportiva Ciudad de Jesolo; la final no juega a su favor, dado que es derrotado en casa por Sambonifacese por 1 a 0. Sin embargo, el segundo lugar les permite poder jugar en la primera ronda de la Copa de Italia 2008-2009: en el apertura de la temporada se enfrentan a Cesena, sin embargo siendo derrotadas por 3 a 1. El año ve a Chioggia Sottomarina clasificarse para los play-offs por tercera temporada consecutiva; ganó la fase de grupos eliminando primero a Eurotezze y luego a Union Quinto, pero en la fase nacional fue eliminado en el triangular que lo vio enfrentado a Viterbese y Renate. Los resultados obtenidos le valieron una nueva participación, en la temporada siguiente, en la Copa de Italia.
La temporada 2009-10 se abre de nuevo con un partido fuera de casa en la Copa Nacional de Italia, el adversario es el Cremonese que pasa ganando 2-0. En los play-offs Chioggia Sottomarina vence en primera ronda al Fossombrone (1-0) pero vuelve a ser derrotado por Carpi, 3-1 en la final de grupo. Después de muchos años cerrados en los play-offs, el campeonato 2010-2011 ve a Chioggia Sottomarina en una gran dificultad corporativa con una ubicación final en la mitad de la tabla. La crisis del verano de 2011 no encontró salidas y Chioggia Sottomarina no pudo fichar por la Serie D.

### Los años de la 'Clodiense' (2011-2019)
En el verano de 2011, Sottomarina Lido, un club recién ascendido en Eccellenza Veneto (fundado en 2006), se fusionó con Chioggia Sottomarina, no inscrito en la Serie D, dando a la empresa el nombre de Associazione Sportiva Dilettantistica Clodiense, no aceptado por la afición organizada de la antigua Union CS porque no está vinculado a la tradición de las granates. Tras una reunión aclaratoria del nuevo presidente Ivano Boscolo Bielo con el grupo ultras en noviembre de 2014, no se llegó a ningún acuerdo entre las partes, que se mantuvieron firmes en sus respectivas posiciones. Por tanto, aunque el nuevo Clodiense, ascendido en 2012 a la Serie D, tiene los colores sociales y la representación territorial en común con el antiguo Chioggia Sottomarina, al no haber mantenido oficialmente su tradición histórica, ya no fue seguido por el movimiento ultras de la localidad veneciana.

### El renacimiento de Union (desde 2019)
Después de ocho años del Clodiense en Eccellenza y en la Serie D con una pequeña audiencia a cuestas, el 1 de junio de 2019, al final de un diálogo promovido por la concejalía de deportes del municipio de Chioggia, siempre entre ultras y el club, el mismo club cambia su logo, haciéndolo más parecido al de la tradición unionista, y su nombre en Unión Clodiense Chioggia SSD. La ciudad y los aficionados organizados regresan para seguir al equipo en masa.

## Símbolos y uniforme
Unión Clodiense viste con camiseta granate. Como símbolo, la compañía tiene un león rampante frente a un caballito de mar. El símbolo tradicional es un león rojo rampante sobre un campo gris .

## Estadio
El campo de juego del club es el estadio municipal Aldo e Dino Ballarin en Chioggia. El estadio ofrece una capacidad total de 3.622 asientos.

## Palmarés

### Torneos interregionales
- Serie D (2): 1972-73 (Grupo C), 2023-24 (Grupo C)

### Torneos regionales
- Eccellenza Veneto (1): 1998-99 (Grupo A)
- Promozione Veneto (2): 1984-85 (Grupo A), 1996-97 (Grupo C)
- Prima Categoria Veneto (1): 1995-96 (Grupo D)
- Copa Italia de Aficionados Veneto (1): 1996-97